# Loner (película)
Loner (외톨이,Woetoli) También Conocido como Orphaned o Hikikomori, es una película de Terror Coreano del 2008.
El primer largometraje del director Park Jae-sik, Loner es una película de terror sobre hikikomori, el fenómeno de los individuos solitarios que han optado por retirarse de la vida social.

## Trama
Soo-na, un estudiante de 17 años que vive en una enorme mansión con su tío y abuela, es conducido por el borde después del suicidio de su mejor amiga. Ella se encierra en su habitación, habla con alguien que nadie más puede ver, y trata de suicidarse delante de su familia. Su tío, Se-jin, recluta la ayuda de su novia, Yoon-mi, un psiquiatra que se especializa en hikikomori. Soo-na está relacionado con algo de algo, sobre la historia de su familia oculta...

## Reparto
- Ko Eun-ah ... Jeong Soo-na
- Jeong Yoo-seok ... Jeong Se-jin
- Chae Min-seo ... Choi Yoon-mi
- Jeong Yeong-sook ... Abuela
- Lim Dae-ho ... Gwan Ri-in
- Lee Da-in ... Lee Ha-jeong
- Lee Yeon-soo ... Han Song-i
- Lee Eun ... Lee Eun-hee
- Jeong Da-hye ... Profesor
- Song Min-jeong ... Kim Mi-jeong

## Producción
El Set qué es la mansión en la película, costo $300.000 para hacerla, y tomó un mes para su construcción.

## Lanzamiento en DVD
Loner, fue lanzada en Corea del Sur el 18 de septiembre de 2008, y en su primer fin de semana se ocupa el séptimo lugar en la taquilla con 45.710 espectadores. A partir del 5 de octubre, la película había recibido un total de 74.753 espectadores, y como de 12 de octubre había recaudado un total de $412.300.

## Crítica sobre la película
'James Mudge de BeyondHollywood describió a Loner como "uno de los más reflexivos y mejores películas de este tipo durante un tiempo", y dijo: "La película cuenta con algunas hábilmente sostenida tensión y una sensación palpable de miedo, así como un sentido dominante de que las cosas Es poco probable que funcione bien para cualquiera de los personajes, incluso para aquellos que logran hacerlo a través de los créditos finales. Aunque hay pocas escenas de muerte y algunos un buen uso de efectos especiales, la película es en general muy bajo perfil, y es sin duda mucho mejor para ella, ya que esto asegura que los escalofríos psicológica permanecer en primer plano. "